# العلاقات الأوكرانية الإريترية
العلاقات الأوكرانية الإريترية هي العلاقات الثنائية التي تجمع بين أوكرانيا وإريتريا.

## مقارنة بين البلدين
هذه مقارنة عامة ومرجعية للدولتين:
| وجه المقارنة                                              | أوكرانيا                                   | إريتريا                                      |
| --------------------------------------------------------- | ------------------------------------------ | -------------------------------------------- |
| المساحة (كم2)                                             | 603.63 ألف                                 | 117.60 ألف                                   |
| عدد السكان (نسمة)                                         | 45.55 مليون                                | 6.33 مليون                                   |
| الكثافة السكانية (ن./كم²)                                 | 75.46                                      | 53.83                                        |
| العاصمة                                                   | كييف                                       | أسمرة                                        |
| اللغة الرسمية                                             | اللغة الأوكرانية                           | اللغة التغرينية، اللغة العربية، لغة إنجليزية |
| العملة                                                    | هريفنا أوكرانية، كاربوفانيتس، روبل سوفييتي | ناكفا                                        |
| الناتج المحلي الإجمالي (بليون دولار)                      | 112.15 مليار                               | 2.61 مليار                                   |
| الناتج المحلي الإجمالي (تعادل القوة الشرائية) بليون دولار | 352.98 مليار                               |                                              |
| الناتج المحلي الإجمالي الاسمي للفرد دولار أمريكي          | 2.11 ألف                                   |                                              |
| الناتج المحلي الإجمالي للفرد دولار أمريكي                 | 8.66 ألف                                   |                                              |
| مؤشر التنمية البشرية                                      | 0.747                                      | 0.391                                        |
| رمز المكالمات الدولي                                      | +380                                       | +291                                         |
| رمز الإنترنت                                              | .ua، .укр ‏                                 | .er                                          |
| المنطقة الزمنية                                           | ت ع م+02:00، ت ع م+03:00، توقيت شرق أوروبا | ت ع م+03:00                                  |

## منظمات دولية مشتركة
يشترك البلدان في عضوية مجموعة من المنظمات الدولية، منها:
| علم المنظمة | اسم المنظمة                        | تاريخ انضمام أوكرانيا | تاريخ انضمام إريتريا |
| ----------- | ---------------------------------- | --------------------- | -------------------- |
|             | مؤسسة التمويل الدولية              | 18 أكتوبر 1993        | 11 أكتوبر 1995       |
|             | منظمة حظر الأسلحة الكيميائية       | ?                     | ?                    |
|             | يونسكو                             | 12 مايو 1954          | 2 سبتمبر 1993        |
|             | الاتحاد الدولي للاتصالات           | 7 مايو 1947           | 6 أغسطس 1993         |
|             | الأمم المتحدة                      | 24 أكتوبر 1945        | 28 مايو 1993         |
|             | منظمة الشرطة الجنائية الدولية      | ?                     | ?                    |
|             | البنك الدولي للإنشاء والتعمير      | 3 سبتمبر 1992         | 6 يوليو 1994         |
|             | الاتحاد البريدي العالمي            | ?                     | ?                    |
|             | مؤسسة التنمية الدولية              | 27 مايو 2004          | 6 يوليو 1994         |
|             | وكالة ضمان الاستثمار متعدد الأطراف | 19 يوليو 1994         | 10 سبتمبر 1996       |

## وصلات خارجية
- موقع وزارة الخارجية الأوكرانية